# Dysgonia
Dysgonia är ett släkte av fjärilar. Dysgonia ingår i familjen nattflyn.

## Dottertaxa tillDysgonia, i alfabetisk ordning[1]
- Dysgonia achatina
- Dysgonia algiraXXXXXXXLjusbandat ordensfly
- Dysgonia algiroides
- Dysgonia ankalirano
- Dysgonia coreana
- Dysgonia defecta
- Dysgonia dulcis
- Dysgonia europa
- Dysgonia festina
- Dysgonia festinata
- Dysgonia harmonica
- Dysgonia hedemanni
- Dysgonia hermione
- Dysgonia japonibia
- Dysgonia leptotaenia
- Dysgonia leucotaenia
- Dysgonia mandschuriana
- Dysgonia mimula
- Dysgonia obscura
- Dysgonia ochrata
- Dysgonia olympia
- Dysgonia orbata
- Dysgonia postfusca
- Dysgonia selenitaenia
- Dysgonia stuposa
- Dysgonia torrida
- Dysgonia triangularis
- Dysgonia triguetra
- Dysgonia tumefacta